# Alick Banda
Alick Banda (ur. 15 listopada 1963 w Mufulira) – zambijski duchowny katolicki, arcybiskup Lusaki od 2018.

## Życiorys

### Prezbiterat
Święcenia kapłańskie przyjął 7 sierpnia 1994 i został inkardynowany do diecezji Ndola. Pracował przede wszystkim jako duszpasterz parafialny, był także m.in. sekretarzem biskupim i kanclerzem kurii.

### Episkopat
30 maja 2007 papież Benedykt XVI mianował go biskupem diecezji Solwezi. Sakry biskupiej udzielił mu 29 lipca 2007 ówczesny nuncjusz apostolski w Zambii - arcybiskup Nicola Girasoli.
13 listopada 2009 został wyznaczony koadiutorem diecezji Ndola. Rządy w diecezji objął 16 stycznia 2010 po przejściu na emeryturę poprzednika.
30 stycznia 2018 papież Franciszek mianował go arcybiskupem metropolitą Lusaki.